# Crocidura kegoensis
Crocidura kegoensis és una espècie d'eulipotifle de la família de les musaranyes (Soricidae). És endèmica del Vietnam i el seu nom es refereix a la Reserva Natural de Ke Go.